# Rheinfelden (Szwajcaria)
Rheinfelden (gsw. Rhyfälde) – uzdrowiskowe miasto oraz gmina (niem. Einwohnergemeinde) w Szwajcarii, w kantonie Argowia, siedziba administracyjna okręgu Rheinfelden. Liczy 13 551 mieszkańców (31 grudnia 2020). Leży w regionie Fricktal.